# Гатчінсон (Міннесота)
Гатчінсон (англ. Hutchinson) — місто (англ. city) в США, в окрузі Маклеод штату Міннесота. Населення — 14 599 осіб (2020).

## Географія
Гатчінсон розташований за координатами 44°53′7″ пн. ш. 94°22′37″ зх. д. / 44.88528° пн. ш. 94.37694° зх. д. (44.885358, -94.376876).  За даними Бюро перепису населення США в 2010 році місто мало площу 23,38 км², з яких 22,28 км² — суходіл та 1,10 км² — водойми.

## Демографія
Згідно з переписом 2010 року, у місті мешкало 14 178 осіб у 5950 домогосподарствах у складі 3642 родин. Густота населення становила 606 осіб/км².  Було 6393 помешкання (273/км²).
Расовий склад населення:
| - 95,4 % — білих - 1,1 % — азіатів - 0,9 % — чорних або афроамериканців - 0,3 % — корінних американців - 0,1 % — вихідців з тихоокеанських островів |

До двох чи більше рас належало 1,3 %. Частка іспаномовних становила 3,8 % від усіх жителів.
За віковим діапазоном населення розподілялося таким чином: 25,6 % — особи молодші 18 років, 58,9 % — особи у віці 18—64 років, 15,5 % — особи у віці 65 років та старші. Медіана віку мешканця становила 36,9 року. На 100 осіб жіночої статі у місті припадало 95,5 чоловіків;  на 100 жінок у віці від 18 років та старших — 91,6 чоловіків також старших 18 років.
Середній дохід на одне домашнє господарство  становив 62 963 долари США (медіана — 51 032), а середній дохід на одну сім'ю — 73 637 доларів (медіана — 62 913). Медіана доходів становила 46 969 доларів для чоловіків та 35 166 доларів для жінок. За межею бідності перебувало 7,3 % осіб, у тому числі 8,8 % дітей у віці до 18 років та 4,1 % осіб у віці 65 років та старших.
Цивільне працевлаштоване населення становило 7372 особи. Основні галузі зайнятості: виробництво — 27,7 %, освіта, охорона здоров'я та соціальна допомога — 25,8 %, мистецтво, розваги та відпочинок — 9,6 %, роздрібна торгівля — 8,4 %.